# Anchor Bay (Malta)
Die Anchor Bay (deutsch: Anker Bucht) ist eine Bucht im Nordwesten der Insel Malta. Sie befindet sich etwa zwei Kilometer westlich von Mellieħa. Im Jahr 1979 wurde hier der Film Popeye – Der Seemann mit dem harten Schlag gedreht.

## Geschichte der Bucht
Der Name der Bucht kommt von den vielen römischen Ankern, die hier auf dem Grund der Bucht gefunden wurden. Einige von ihnen befinden sich heute im Maritime Museum in Vittoriosa.

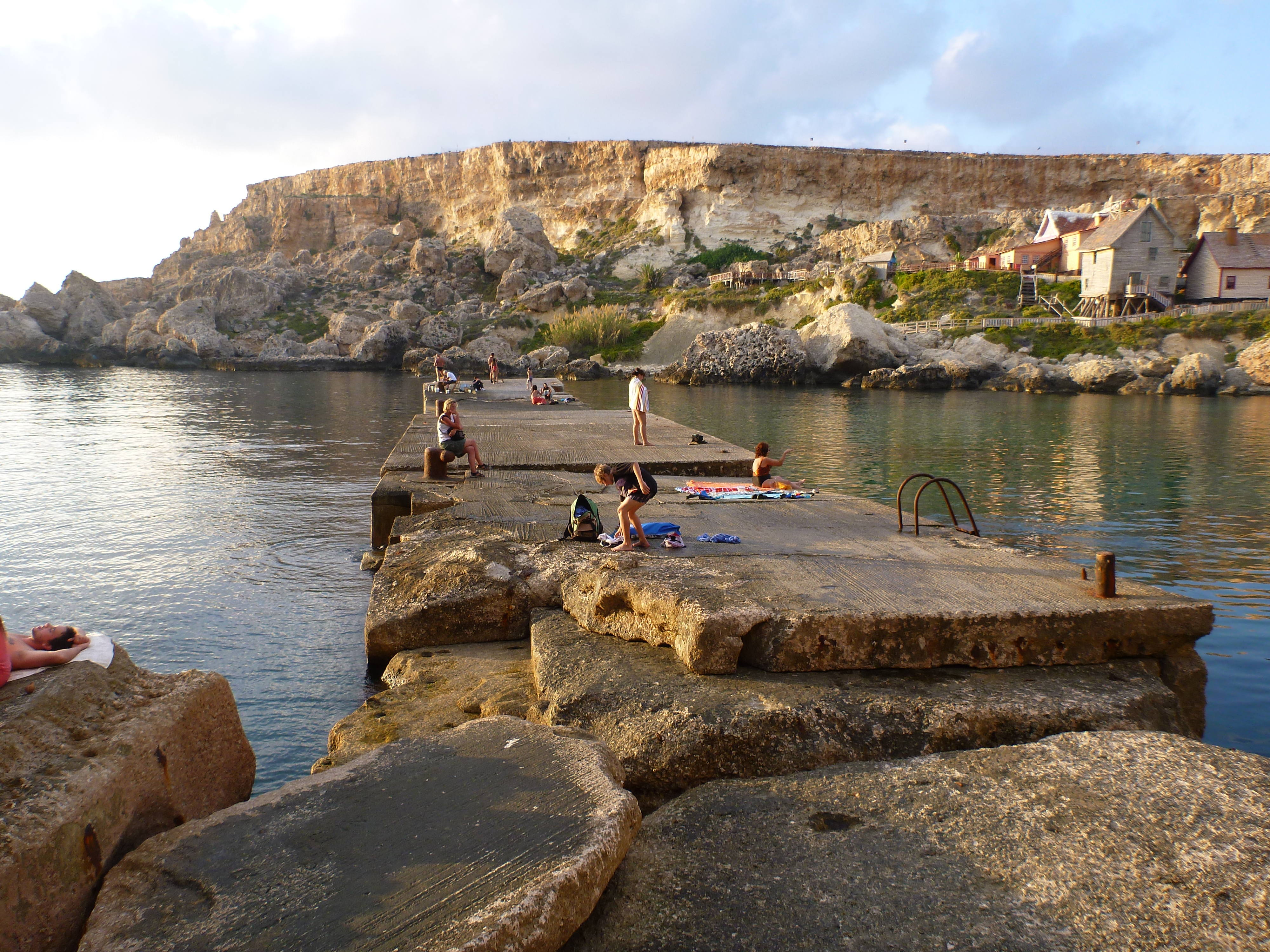
Pier in der Bucht, rechts Popeye Village

Bis Ende der 1970er Jahre war die Anchor Bay ein ruhiger und beschaulicher Ort, der höchstens einem kleinen Kreis von Tauchern und Einheimischen bekannt war. Dann entstand hier die Kulissenstadt Popeye Village, die der Regisseur Robert Altman 1979 für den Popeye-Film Der Seemann mit dem harten Schlag als romantisches Piratendorf Sweethaven mit Holzhäusern und Plankenwegen errichten ließ. Der Ort ist heute zum Freizeitpark umgebaut. Nach zwei Bränden wurde Popeye Village jeweils im gleichen Stil wieder aufgebaut.

## Tauchen
Anchor Bay ist ein beliebter Ort zum Tauchen und Schnorcheln. In der Bucht befindet sich der Scorpion Cave, eine Höhle in etwa 8 Meter Wassertiefe und ein kleines Schiffswrack liegt am Eingang der Bucht. Die Bucht ist von steilen Wänden umgeben, in der Mitte befindet sich ein alter Pier aus Beton, zu dem eine Straße von der südlichen Seite der Bucht führt. Von hier aus kann man das Wasser über eine Leiter gut erreichen.